# Рок-табір 2: Фінальна битва
«Рок-табір 2: Фінальна битва» (англ. Camp Rock 2: The Final Jam, також «Рок в літньому таборі 2», калька з російської — «Camp Rock 2: Звітний концерт») — оригінальний телевізійний фільм Каналу Дісней 2010 року, продовження фільму Рок Табір 2008 року. Зйомки було розпочато у серпні 2009 у Торонто, Онтаріо та місцевих літніх таборах. На екрани вийшов 3 вересня 2010 на каналі Disney Channel у США, разом із живими трансляціями на Radio Disney.
В Україні прем'єра відбулася 3 вересня 2010 на Disney Channel Ukraine. Фільм вийшов на DVD і Blu-Ray Disc 7 вересня 2010.

## Інформація про дубляж
Фільм дубльовано студією «LeDoyen» на замовлення «Disney Character Voices International» у 2010 році.

### Ролі дублювали
- Оксана Поліщук — Мічі
- Станіслав Мельник — Шейн
- Михайло Федорченко — Джейсон
- Максим Запісочний — Нейт
- Анастасія Чумаченко — Дана
- Ігор Гнєзділов — Браун
- Микола Боклан — Аксель
- Катерина Кістень — Конні
- Дарина Муращенко — Тесс Тайлер
- Максим Печериця — Люк
- та інші